# جولای گنجشکی ابروسفید
جولای گنجشکی ابروسفید (نام علمی: Plocepasser mahali) نام یک گونه از سرده جولاهای گنجشکی است.